# Сариагаш
Сариага́ш (каз. Сарыағаш) — місто, центр Сариагаського району Туркестанської області Казахстану. Адміністративний центр та єдиний населений пункт Сариагаської міської адміністрації.
Населення — 59606 осіб (2021; 38848 у 2009, 25914 у 1999, 28739 у 1989).

## Історія
Місто було засноване 1870 року. З 1926 року місто знаходилось у складі Ташкентського повіту Сирдар'їнської губернії, з 1928 року — центр Келеського району, з 1939 року — центр Сариагаського району. До 24 квітня 1997 року місто називалось Сариагач.